# 천중로
천중로(千中路, Cheonjung-ro)는 서울특별시 강동구 천호동 광나루한강공원에서 길동 길동생태공원삼거리를 잇는 왕복 4차선 도로이다.

## 유래
- 천중로 : 서울특별시 강동구 천호동의 중앙을 가로지르는 도로이다.
- 즈믄길 : 천호동의 '천'의 순우리말인 즈믄에서 유래되었다.

## 역사
- 2009년 7월 10일 : 즈믄길(광나루한강공원 - 서울천일초등학교, 1.0 km)과 성내길 일부 구간(서울천동초등학교 - 길동생태공원삼거리, 1.4 km)이 천중로(3.0 km)로 통합되었다.

## 구간
서울특별시 강동구
광나루한강공원 - 천호동공원 - 서울천일초등학교 - 서울천동초등학교 - 양재대로 - 길동소방서 - 서울신명초등학교, 신명중학교 - 강동헤리티지자이 - 길동생태공원삼거리